# Carpodectes
Carpodectes är ett fågelsläkte i familjen kotingor inom ordningen tättingar. Släktet omfattar tre arter som förekommer i Latinamerika från Honduras till nordvästra Ecuador:
- Svartspetsad kotinga (C. hopkei)
- Snökotinga (C. nitidus)
- Gulnäbbad kotinga (C. antoniae)